# Simulium olonicum
Simulium olonicum es una especie de insecto del género Simulium, familia Simuliidae, orden Diptera.
Fue descrita científicamente por Usova, 1961.